# Saison 6 de That '70s Show
Pour les articles homonymes, voir Avis de recherche.
Chronologie
Saison 5 de That '70s Show Saison 7 de That '70s Show
Cet article présente le guide des épisodes de la sixième saison de la série télévisée That '70s Show. Tous les titres originaux des épisodes de la saison 6 ont pour titre des chansons du groupe The Who.

## Distribution
Sont crédités du statut d'acteurs principaux pour cette saison :
- Topher Grace (VF : Maël Davan-Soulas) (Eric Forman)
- Mila Kunis (VF : Sarah Marot) (Jackie Burkhart)
- Ashton Kutcher (VF : Tony Marot) (Michael Kelso)
- Danny Masterson (VF : Pascal Grull) (Steven Hyde)
- Laura Prepon (VF : Vanina Pradier) (Donna Pinciotti)
- Wilmer Valderrama (VF : Paolo Domingo) (Fez)
- Debra Jo Rupp (VF : Dany Laurent) (Kitty Forman)
- Kurtwood Smith (VF : Serge Blumenthal) (Red Forman)
- Don Stark (VF : Paul Borne) (Bob Pinciotti)

- Des acteurs invités se joignent à la distribution de chaque épisode, de manière plus ou moins récurrente.

## Épisodes
| Numéros | Titres                                         | Scénariste(s) | Réalisateur(s) | Diffusion américaine | Diffusion française | Production |
| --- | ---------------------------------------------- | ------------- | -------------- | -------------------- | ------------------- | ---------- |
| 129 (6-01) | Le Retour de Red The Kids Are Alright          |               | David Trainer  | 29 octobre 2003      | sur Jimmy           | 601        |
| Red se remet doucement de son malaise mais apprend qu'il ne devra pas travailler pendant trois mois. Voyant que Kitty effectue des heures supplémentaires à l'hôpital, Eric renonce à vivre avec Donna à Madison. pendant ce temps, Jackie décide de sortir avec Hyde mais celui-ci se trouve une nouvelle copine. Eric renonce même à s'inscrire à l'université afin d'aider ses parents. Kelso boit un rafraîchissement à base d'œufs, mais oublie qu'il y est allergique. Notes : Christina Moore reprend le rôle de Laurie Forman pour six épisodes. |                                                |               |                |                      |                     |            |
| 130 (6-02) | Red est en manque Join Together                |               | David Trainer  | 5 novembre 2003      | sur Jimmy           | 602        |
| Red doit suivre un régime imposé par un médecin mais a bien du mal à se forcer. Eric se rend compte qu'il ne reste plus qu'une semaine avant le départ de Donna, mais s'aperçoit que son envie de faire l'amour augmente au fur et à mesure qu'elle est triste. Kelso tente d'arranger les choses entre Jackie et Hyde. Les résultats sont hilarants. Note : Don Stark ne figure pas dans cet épisode. |                                                |               |                |                      |                     |            |
| 131 (6-03) | Le Bus de minuit Magic Bus                     |               | David Trainer  | 12 novembre 2003     | sur Jimmy           | 603        |
| Eric célèbre ses 18 ans et curieusement, il veut que Kitty lui organise une fête. Mais celle-ci compte le calendrier et découvre qu'il s'est écoulé un mois depuis le malaise de Red et qu'ils peuvent de nouveau faire l'amour. Par ailleurs, Donna renonce à déménager. Note : Aucun personnage secondaire ou récurrent dans cet épisode. |                                                |               |                |                      |                     |            |
| 132 (6-04) | Éric et Kelso se cultivent The Acid Queen      |               | David Trainer  | 19 novembre 2003     | sur Jimmy           | 604        |
| Eric tente d'obtenir en cachette des magazines pornographiques. Pendant ce temps, Fez essaie sans succès de draguer des jeunes filles vierges. Kelso prétend avoir fait l'amour avec Brooke, une jeune bibliothécaire, mais celle-ci fait semblant de ne pas le reconnaître. À la suite d'une remarque de Hyde, Jackie se remet en question. Notes : Don Stark ne figure pas dans cet épisode. Première apparition (sur neuf) du personnage de Brooke, interprété par Shannon Elizabeth. |                                                |               |                |                      |                     |            |
| 133 (6-05) | Un mariage d'amour I'm Free                    |               | David Trainer  | 26 novembre 2003     | sur Jimmy           | 605        |
| Un agent d'immigration sonne à la porte de la maison Forman. Il vient en effet vérifier si Laurie et Fez sont unis par amour ou s'ils ont contracté un mariage blanc. Pendant ce temps, Donna encourage Kelso (qui a mis Brooke enceinte) à prendre ses responsabilités. Note : Don Stark ne figure pas dans cet épisode. |                                                |               |                |                      |                     |            |
| 134 (6-06) | Les Cadeaux de mariage We're Not Gonna Take It |               | David Trainer  | 3 décembre 2003      | sur Jimmy           | 606        |
| À la suite de la séparation de Bob et Joanne, Eric perd son emploi. Roy lui propose un poste de serveur et avec Hyde ils jugent qui d'Eric ou de Kelso (qui doit trouver du travail pour s'occuper de son futur enfant) obtiendra le poste. Eric réussit toutes les épreuves et se fait engager tandis que Kelso échoue lamentablement. Se sentant coupable, Eric fait tout pour que Kelso soit lui aussi engagé. Pendant ce temps, Red essaie de prononcer le divorce entre Fez et Laurie. |                                                |               |                |                      |                     |            |
| 135 (6-07) | Le Bal du 24 décembre Christmas                |               | David Trainer  | 17 décembre 2003     | sur Jimmy           | 607        |
| Le gang (sans Kelso) se rend au bal de leur ancien lycée. Eric, Jackie, Donna, Hyde et Fez sont surpris de voir qu'ils sont traités comme des dieux. Kelso passe la nuit de noël en compagnie de Brooke, tandis que Red et Bob concourent chacun comme père-noël au grand magasin. |                                                |               |                |                      |                     |            |
| 136 (6-08) | Fichu Destin I'm A Boy                         |               | David Trainer  | 7 janvier 2004       | sur Jimmy           | 608        |
| Eric passe la nuit en compagnie de Roy, Kelso et Hyde à jouer au poker. Au matin, il prétexte une grosse fatigue afin que Donna et Kitty s'occupent de lui. Pendant ce temps, Hyde et Jackie se rendent à un double rendez-vous romantique avec Kelso et Brooke tandis que Fez se porte volontaire pour conduire Red à la clinique mais ne reçoit aucun remerciement. Note : Don Stark ne figure pas dans cet épisode. |                                                |               |                |                      |                     |            |
| 137 (6-09) | Kelso patrouille Young Man Blues               |               | David Trainer  | 14 janvier 2004      | sur Jimmy           | 609        |
| Kelso commence son premier jour à l'école de police mais lorsque son instructeur se rend chez le coiffeur et le charge de surveiller la voiture, Fez (qui se sépare de Laurie) et Hyde subtilisent le véhicule, ayant l'intention de lui faire des blagues. Jackie enrôle un programme de soutien et accepte de s'occuper d'une jeune fille mais elle se conduit si mal que Donna la remplace. L'évier de la cuisine connaît des problèmes mais Red, dans l'incapacité de bricoler, enseigne à Eric le travail d'homme au foyer. |                                                |               |                |                      |                     |            |
| 138 (6-10) | Culture Générale A Legal Matter                |               | David Trainer  | 4 février 2004       | sur Jimmy           | 610        |
| Kelso oblige Hyde et Eric à l'accompagner dans les bureaux de son chef afin de savoir s'il est vraiment nul ou pas. Fez va bientôt obtenir sa carte de citoyen Américain et les filles et Red lui enseignent différentes versions de l'histoire de l'Amérique. Note : Don Stark ne figure pas dans cet épisode. |                                                |               |                |                      |                     |            |
| 139 (6-11) | Un prêté pour un rendu I Can See For Miles     |               | David Trainer  | 11 février 2004      | sur Jimmy           | 61         |
| Kelso emprunte les jouets d'enfance d'Eric et de Donna sans le leur demander puis ils les abîment. En guise de vengeance, ces derniers lui volent sa voiture et partent pique-niquer mais oublient de desserrer le frein à main et le véhicule s'écrase au fond d'un précipice. Cela tombe très mal car Kelso doit accompagner Brooke à un rendez-vous médical et n'a d'autre choix que de l'y conduire dans une voiture de sport très inconfortable pour la jeune femme. Pendant ce temps, Jackie redécore la chambre de Hyde au sous-sol et Bob offre à Red une paire de chaussures.                                                                                       |                                                |               |                |                      |                     |            |
| 140 (6-12) | Sally Simpson                                  |               | David Trainer  | 18 février 2004      | sur Jimmy           | 612        |
| Kelso rencontre une collègue à l'école de la police qui l'aime mais qu'il ne voit que comme une simple amie. Fez tombe également amoureux de la jeune femme. Un thérapeute, ancien joueur de football vient analyser les causes du stress de Red et Kitty pense en être la seule responsable. |                                                |               |                |                      |                     |            |
| 141 (6-13) | Une bonne leçon Won't Get Fooled Again         |               | David Trainer  | 25 février 2004      | sur Jimmy           | 613        |
| Fez et Kelso se disputent les faveurs de Suzy avant de se rendre compte qu'ils sont plus heureux sans elle. Pendant ce temps, Donna oublie prendre sa pilule quotidienne et pense être enceinte. Note : Cet épisode marque la dernière apparition du personnage de Roy. |                                                |               |                |                      |                     |            |
| 142 (6-14) | Histoire de famille Baby Don't You Do It       |               | David Trainer  | 3 mars 2004          | sur Jimmy           | 614        |
| Bob, Red et Kitty s'allient pour forcer Donna et Eric à voir un pasteur et discuter de leurs relations sexuelles avec lui mais tout ne se passe pas comme prévu. Kelso continue ses mensonges auprès de Brooke, lui affirmant qu'il n'obtient que d'excellents résultats à l'école de police et aux examens pénaux. |                                                |               |                |                      |                     |            |
| 143 (6-15) | Un retour fracassant Who Are You               |               | David Trainer  | 10 mars 2004         | sur Jimmy           | 615        |
| Donna décide de ne plus entretenir de rapports sexuels avec Eric jusqu'à leur mariage. Hyde, Fez et Eric forcent Kelso à se rendre à un stage. Et la mère de Jackie revient de son escapade mexicaine et rencontre Bob. |                                                |               |                |                      |                     |            |
| 144 (6-16) | Trop belle pour toi Man With Money             |               | David Trainer  | 17 mars 2004         | sur Jimmy           | 616        |
| Donna et Jackie complotent et projettent d'utiliser Fez afin qu'il séduise Pam. Pendant ce temps, Red rentre d'un rendez-vous médical avec un bracelet détecteur d'émotions qui clignote chaque fois que Pam se trouve dans les parages. |                                                |               |                |                      |                     |            |
| 145 (6-17) | Surprise, surprise Happy Jack                  |               | David Trainer  | 24 mars 2004         | sur Jimmy           | 617        |
| Eric se masturbe dans la salle de bains de Donna mais elle et Jackie le surprennent. Tout le monde (inclus Bob, Red et Kitty) lui explique les conséquences de son geste. Pendant ce temps, Hyde et Fez rendent visite à Kelso à l'école de police mais s'aperçoivent que leur ami agit comme une personne honnête et sérieuse et non plus comme le crétin qu'ils connaissaient. |                                                |               |                |                      |                     |            |
| 146 (6-18) | La Liste de mariage Do You Think It's Alright? |               | David Trainer  | 31 mars 2004         | sur Jimmy           | 618        |
| Eric et Donna doivent choisir leur liste de mariage et Jackie promet à Hyde qu'elle n'évoquera plus ce mot. Devant le peu de motivation d'Eric, Donna demande à Jackie de la remplacer ce qui enrage Hyde. Toutefois, Eric s'amuse beaucoup plus en compagnie de Jackie et Donna voudrait savoir pourquoi. Pendant ce temps, Kelso cherche à laisser sa trace dans l'humanité mais tout ce qu'il voudrait inventer existe déjà. Fez surprend Red en train de lire un roman érotique appartenant à Kitty. |                                                |               |                |                      |                     |            |
| 147 (6-19) | Balle au centre Substitute                     |               | David Trainer  | 21 avril 2004        | sur Jimmy           | 619        |
| Eric envoie Mitch accidentellement à l'hôpital après l'avoir frappé avec une balle de golf. En signe d'excuse, il invite Mitch à venir dans son sous-sol mais celui-ci tombe amoureux de Donna. Pendant ce temps, Bob invite Pam à venir vivre avec lui, mais celle-ci le plaque. Donna et Jackie essayent de les réconcilier. |                                                |               |                |                      |                     |            |
| 148 (6-20) | Emballez, c'est pesé Squeezebox                |               | David Trainer  | 28 avril 2004        | sur Jimmy           | 620        |
| La fidélité d'Eric est remise en question lorsqu'il croise une fille lors d'une séance au cinéma avec Donna. Pendant ce temps, Red et Hyde aident Pam à emménager chez Bob mais ils la voient accidentellement les seins à l'air. |                                                |               |                |                      |                     |            |
| 149 (6-21) | Dix-sept heures quinze 5:15                    |               | David Trainer  | 5 mai 2004           | sur Jimmy           | 621        |
| Donna accepte d'accompagner Mitch au mariage de son frère et de faire semblant d'être sa demoiselle. Eric, qui s'occupe du service,gâche la réception et se fait renvoyer. Mitch le provoque mais en réalité il n'a aucune envie de se battre avec lui. Pendant ce temps, Jackie conseille à Fez de mentir sur ses origines sociales afin qu'il fasse bonne impression auprès d'une fille riche et Kelso accompagne Brooke à un cours d'éducation parentale donné par Kitty. Red installe le câble mais Hyde se débrouille pour capter des films pornographiques au sous-sol. Notes : Dernière apparition du personnage de Mitch. Don Stark n'apparaît pas dans cet épisode. |                                                |               |                |                      |                     |            |
| 150 (6-22) | La Malédiction de la robe Sparks               |               | David Trainer  | 12 mai 2004          | sur Jimmy           | 623        |
| Eric voit par accident la robe de mariée de Donna. Il la salit et cherche à la réparer mais cela ne fait qu'aggraver la situation. Pendant ce temps, Red est à la recherche d'un cadeau de mariage pour son fils et Kelso, Hyde et Fez s'achètent un canoë kayak. Note : Aucun personnage récurrent ou secondaire ne figure dans cet épisode. |                                                |               |                |                      |                     |            |
| 151 (6-23) | Un nid douillet My Wife                        |               | David Trainer  | 16 mai 2004          | sur Jimmy           | 622        |
| Eric et Donna achètent une roulotte mais se rendent compte du peu de bons côtés de cet article. Les deux futurs mariés organisent ensuite chacun un enterrement de vie de célibataire de leur côté et Donna retrouve Casey Kelso, devenu chippendale. |                                                |               |                |                      |                     |            |
| 152 (6-24) | Le Mariage Going Mobile                        |               | David Trainer  | 19 mai 2004          | sur Jimmy           | 624        |
| Fez et Hyde se disputent afin de savoir qui sera le garçon d'honneur d'Eric lors de son mariage. Kelso rencontre la mère de Brooke mais il ne l'apprécie pas du tout et accepte de laisser sa fiancée repartir vivre à Chicago avec sa mère et son futur enfant. Pendant ce temps, alors que le mariage est sur le point de commencer, Eric disparaît. Note : Le personnage de Laurie apparaît pour la dernière fois mais sera brièvement mentionné dans les deux saisons suivantes. |                                                |               |                |                      |                     |            |
| 153 (6-25) | Avis de recherche The Seeker                   |               | David Trainer  | 19 mai 2004          | sur Jimmy           | 625        |
| Tout le monde essaye de consoler Donna après son mariage raté avec Eric (quasi absent de cette histoire, il n'intervient que dans les deux scènes finales). Même Midge rentre de Californie, ce qui enchante Bob mais déplaît à Pam. Pendant ce temps, Donna fait accidentellement tomber Hyde du château d'eau et Kitty s'aperçoit que Bud est en réalité le beau-père du jeune homme. Note : Le personnage de Midge apparaît en guest-star pour une durée de cinq épisodes. |                                                |               |                |                      |                     |            |